# Christopher Nugee
Christopher George Nugee, né le 23 janvier 1959 dans le West Sussex, Angleterre, est un avocat et juge britannique. Sa famille descend de Huguenots nommés Nugée.[réf. nécessaire]

## Biographie
Il étudie la philosophie du droit au Corpus Christi College de l'université d'Oxford où il obtient un Bachelor of Arts (licence ès lettres) avant de poursuivre une carrière en droit.
Il est marié à Emily Thornberry, députée depuis 2005.

## Distinction honorifique
- Knight Bachelor (2014)[2]